# Christophe Calpini
Christophe Calpini (* 3. Februar 1969 in Rolle VD) ist ein Schweizer Musiker (Schlagzeug, Komposition), der in den Bereichen des Jazz, der Ambientmusik und der Elektronischen Musik hervorgetreten ist.

## Leben
Calpini studierte ab 1983 Schlagzeug am Conservatoire Populaire de Genève bei Joël Allouche, Marc Erbetta, Norbert Pfammatter und Olivier Clerc. Mit dem Keyboarder Pierre Audétat, dem Bassisten Marcello Giuliani, DJ Goo sowie den Rappern Nya und Ndagijé gehörte er seit 1992 zur Gruppe Silent Majority, die zwei Alben und eine EP veröffentlichte. Er spielte mit Künstlern wie Florenz Chitacumbi; mit dem Marcos Jimenez Trio nahm er die beiden Alben After the Rain (2000) und Song for the Trees (2003) auf. Erik Truffaz holte ihn als Drummer während seiner USA-Tournee 2002. Dann gründete er mit Fred Hachadourian das Duo Mobile in Motion.
Calpini hat mit der Big Band der AMR (Association pour l’encouragement de la musique improvisée in Genf) und Personen wie Maurice Magnoni, Matthieu Michel, Patrick Muller, Moncef Genoud, Cyril Bugnon, Bob Harrison, Marcello Giuliani, Laurent Poget, Serge Zaugg, Carlos Baumann und John Wolloff gespielt. Auch arbeitete er mit Marc Ribot zusammen. Mit Pierre Audétat bildete er 2006 die Gruppe Stade, mit der er seit 2007 mehrere Alben vorgelegt hat und mit Joy Frempong, David Murray, Pascal Auberson, Glenn Ferris oder Jean-Paul Bourelly auftrat.
Umgeben von unterschiedlichen Maschinen erzeugt Calpini „so schöne wie verstörende und aufs Wesentliche reduzierte Klanglandschaften, etwa in den Duos Stade mit Pierre Audétat oder Bad Resolution mit Ganesh Geymeier.“ Er wurde 2017 mit einem vom Bundesamt für Kultur BAK verliehenen Schweizer Musikpreis ausgezeichnet.